# 妈妈咪鸭
是由克里斯·詹金斯 执导的2018年计算机动画喜剧电影，由吉姆·加菲根，赞达亚和卡爾·雷納担任主角。

## 角色
| 配音            | 配音     | 配音   | 角色                |
| 美國            | 中國大陸 | 香港   | 角色                |
| --------------- | -------- | ------ | ------------------- |
| 吉姆·加菲根     | 赵路     | 竺諺鴻 | 大鹏（Peng）        |
| 兰斯·林         | 武皓栋   | 潘昀雋 | 淘淘（Chao）        |
| 赞达亚          | 殷筱瑜   | 顧詠雪 | 憇憇（Chi）         |
| 娜塔莎·拉格羅   | 李蝉妃   | 簡森   | 金晶（Jinjing）     |
| 狄爾里奇·巴德   | 童自荣   | 黃志明 | 兵叔 （Bing）       |
| 葛雷格·普魯普斯 | 吴磊     | 蘇裕邦 | 胖揍/疤仔（Banzou） |
| 雷吉·沃茨       | 赵乾景   | 翁兆德 | 卡卡（Carl）        |
| 里克·奧文頓     | 李传缨   | 劉文光 | 智明（Stanley）     |
| 詹妮弗·格雷     | 姜玉玲   | 方淑儀 | 春椒（Edna）        |
| 卡爾·雷納       | 王肖兵   | 譚漢華 | 老瑞 （Larry）      |

## 發行
電影於2018年3月9日在中国上映。

## 评价
常识媒体给电影戏三星（满分五星）的评价。

## 外部連結
- 互联网电影数据库（IMDb）上《妈妈咪鸭》的资料（英文）
- Metacritic上《妈妈咪鸭》的資料（英文）
- 爛番茄上《妈妈咪鸭》的資料（英文）
- AllMovie上《妈妈咪鸭》的资料（英文）
- 開眼電影網上《媽媽咪鴨》的資料（繁體中文）
- 时光网上《妈妈咪鸭》的資料（简体中文）
- 豆瓣电影上《妈妈咪鸭》的資料 （简体中文）